# Один взгляд назад
«Один взгляд назад» — второй сольный студийный альбом Константина Никольского, изданный фирмой D.L.Lota в 1996-м году.

## Об альбоме
Песни, попавшие в альбом, за исключением двух, входили в репертуар «Воскресения». Одна — «Птицы белые мои», открывала магнитоальбом «Зеркало мира», и с нею же (исполняя под акустическую гитару) Никольский в июне 1984 года дебютировал на телевидении. Другая — «Мой друг художник и поэт», которую многие считают лучшим произведением Никольского, была в 1978 году записана им в составе ВИА «Фестиваль», тогда её спел Павел Богуш.

Были у меня большая любовь, высокие чувства. Потом она уехала в Америку, не виделись пять лет. Потом встретились, а она — в какой-то одежде непонятной, маловыразительной, на мой взгляд. И всё остановилось, ничего не стало. Я написал песню «Моя любовь сменила цвет»…— Константин Никольский
В репертуаре группы «Воскресение» треки «В моей душе осадок зла» и «Когда поймёшь умом …» назывались, соответственно, «Стеклорез» и «Песня про стакан». «Один взгляд назад» известна в народе как «Ветерок».
В 1996 году Константин приходил на «Камертон-радио» в Москве, и ведущий Николай Фандеев в прямом эфире задал ему вопрос: «Почему на вашем новом диске „Один взгляд назад“ только старые песни?». Именно тогда Никольский и ответил знаменитой фразой: «Новые песни сочиняет тот, у кого старые плохие». Андрей Макаревич прокомментировал эти слова так: «Он странный человек. Новые песни пишутся у того, у кого пишутся новые песни. А у кого не пишутся, тот вынужден играть старые. Вот и всё».
В 1996 году в лентах информационного агентства InterMedia появились данные продаж альбомов, и эта пластинка, включавшая лучшие песни музыканта, не покидала списки несколько лет, неизменно входя в топ-20 (1997 год — 13 место по компакт-дискам в России), а временами взлетая и в первую пятёрку. Другие издания в чартах сменялись, а это фигурировало долгое время. Некоторые верстальщики предлагали писать название как «Один взгляд на зад», что было пресечено бдительными редакторами. Через многие месяцы, когда альбом купили все желающие, он исчез из чартов.
Однако этот диск нельзя всецело назвать номерным — он был скорее сборником лучших песен, а успех его, по мнению критика Алексея Мажаева, объяснялся, во-первых, тем, что слушатель устал от примитивной поп-музыки начала 1990-х годов, а во-вторых, тем, что знакомая по затёртым магнитным лентам классика наконец-то была издана красиво и в приличном качестве.
В 2020 году Никольский обратился в суд для защиты авторских прав на песни «Один взгляд назад» и «Музыкант», которые без разрешения прозвучали в эфире шоу «Голос. 60+». В июле 2021 года Мосгорсуд удовлетворил требования в части взыскания с «Первого канала» компенсации в размере 500 тысяч рублей.

## Список композиций
Слова и музыка всех песен — Константина Никольского.
| №                   | Название                   | Длительность |
| ------------------- | -------------------------- | ------------ |
| 1.                  | «Зеркало мира»             | 5:11         |
| 2.                  | «Один взгляд назад»        | 3:41         |
| 3.                  | «Ночная птица»             | 4:22         |
| 4.                  | «Мой друг художник и поэт» | 6:09         |
| 5.                  | «В моей душе осадок зла»   | 4:52         |
| 6.                  | «Птицы белые мои»          | 4:43         |
| 7.                  | «Музыкант»                 | 5:21         |
| 8.                  | «Я сам из тех…»            | 3:58         |
| 9.                  | «Воскресенье»              | 6:28         |
| 10.                 | «Когда поймёшь умом…»      | 2:57         |
| Общая длительность: | Общая длительность:        | 46:04        |

| №                   | Название              | Длительность |
| ------------------- | --------------------- | ------------ |
| 11.                 | «Ветерок» (live)      | 3:27         |
| 12.                 | «Ночная птица» (live) | 3:55         |
| Общая длительность: | Общая длительность:   | 53:26        |

## Участники записи
- Константин Никольский — лидер-вокал, электрогитара, ритм-гитара, акустическая гитара
- Михаил Шевцов — хаммонд-орган, фортепиано, клавишные, бэк-вокал
- Александр Кузьмичёв — бас-гитара
- Игорь Костиков — барабаны
- Аркадий Березовский — бэк-вокал
- Сергей Монтюков — барабаны (1, 5)
- Гарик Прибытков — хаммонд-орган (1, 5), клавишные (4)

Альбом записан на студии «Монт» (Новое Косино, Москва) в 1995—1996 годах.
- Мастеринг — Павел Скоропунов (студия SBI)[11]
- Звукорежиссёр записи и сведения — Александр Кузьмичёв
- Продюсер — Константин Никольский

Бонус-треки 11 и 12 из переиздания студии «Союз» представлены в записи с концерта от 2 февраля 2006 года в ГЦКЗ «Россия».